# Ji Zhaoguang
Ji Zhaoguangg (稽照光S, Jī ZhàoguāngP; 5 dicembre 1956) è un ex cestista cinese.

## Carriera
Con la Cina ha disputato i Giochi olimpici di Los Angeles 1984 e due dei Campionati del mondo (1978, 1982).